# Tajuria moultoni
Tajuria moultoni är en fjärilsart som beskrevs av Lambertus Johannes Toxopeus 1929. Tajuria moultoni ingår i släktet Tajuria och familjen juvelvingar. Inga underarter finns listade i Catalogue of Life.